# Paridad horizontal y vertical
La paridad horizontal y vertical es utilizada en algunos códigos de bloque para una combinación de chequeo de (LRC / VRC) para detectar errores. El LRC: Longitudinal Redundancy Checking ("Chequeo de Redundancia Horizontal") y el VRC: Vertical Redundancy Checking ("Chequeo de Redundancia Vertical").

## Proceso
El proceso para calcular la paridad de bloque es el siguiente:
- Los caracteres a transmitir se agrupan en bloques de m filas y n columnas
- Se calcula el bit de paridad de cada fila y se añade al principio (o al final, según convenio) de la fila
- Se calcula el bit de paridad de cada columna y se añade al principio (o al final, según convenio) de la columna

El bloque final a transmitir tendrá por tanto una fila y una columna más que el original.
- La nueva columna estará formada por los bits de paridad horizontal de todas las filas
- La nueva fila estará formada por los bits de paridad vertical de todas las columnas.
- Adicionalmente se emplea un bit de paridad cruzada que se calcula a partir de los bits de paridad de filas y columnas.

Los chequeos de paridad horizontal y vertical se usan para detectar y corregir los posibles errores que se puedan producir durante la transmisión de datos.
A continuación se muestra un ejemplo en el que se chequea la paridad de un bloque de 48 bits, distribuido en 6 filas de 8 bits cada una. Se usa paridad par.
| Paridad Horizontal | Bit1 | Bit2 | Bit3 | Bit4 | Bit5 | Bit6 | Bit7 | Bit8 |                  |
| 0                  | 0    | 1    | 1    | 0    | 0    | 1    | 0    | 1    |                  |
| 1                  | 1    | 0    | 1    | 1    | 1    | 0    | 0    | 1    |                  |
| 0                  | 1    | 0    | 0    | 1    | 0    | 1    | 0    | 1    |                  |
| 1                  | 0    | 0    | 1    | 1    | 1    | 0    | 0    | 0    |                  |
| 1                  | 1    | 0    | 0    | 1    | 0    | 1    | 1    | 1    |                  |
| 1                  | 0    | 0    | 1    | 0    | 1    | 0    | 1    | 0    |                  |
| 0                  | 1    | 1    | 0    | 0    | 1    | 1    | 0    | 0    | Paridad Vertical |

- Datos: Q6061725